# Дискове гальмо

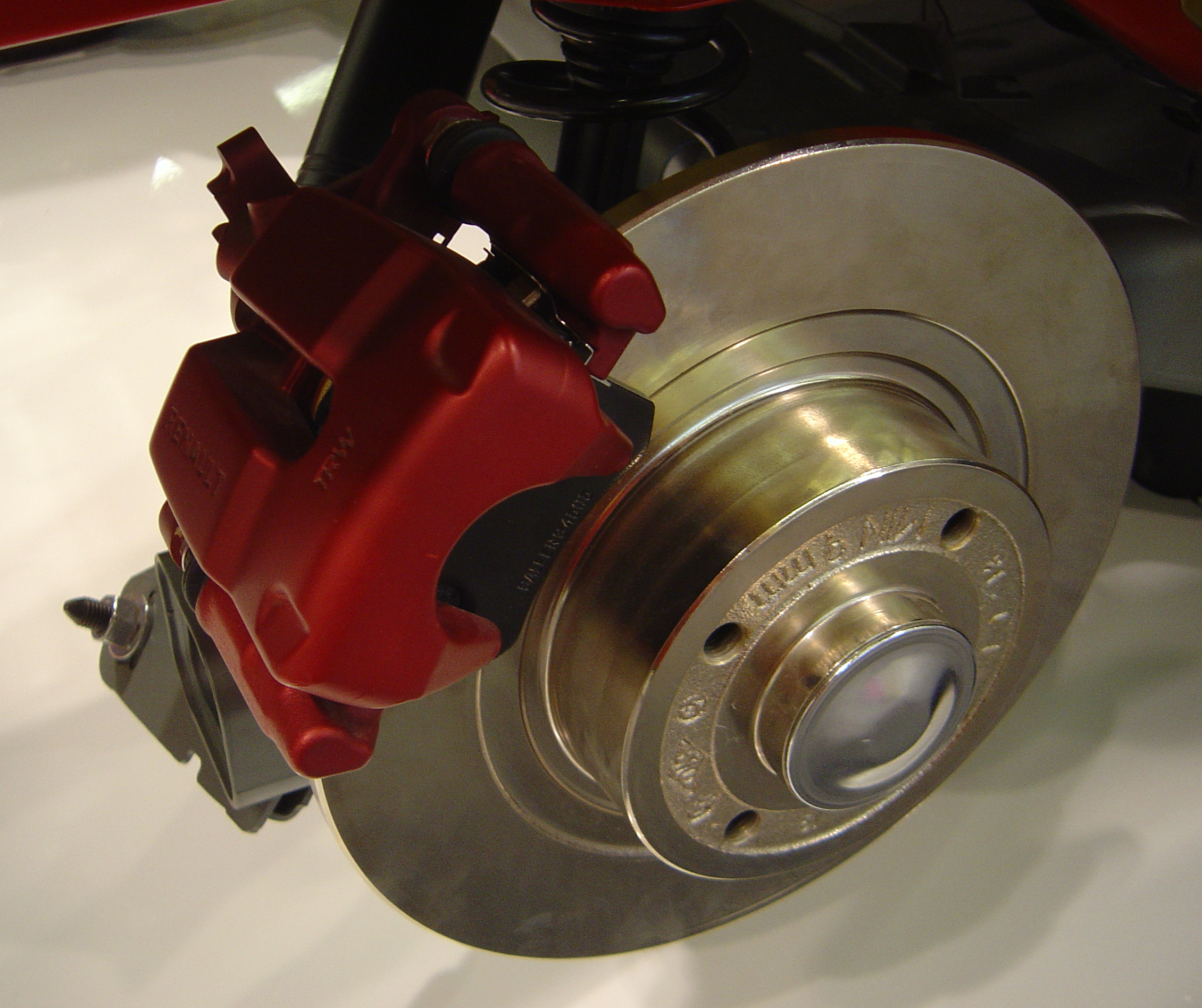
Дискове гальмо великим планом

Дискове гальмо — тип гальма, що створює тертя притисканням пар колодок супортами до диска чи «ротора». Це сповільнює обертання вала (осі), зменшуючи швидкість обертання чи утримуючи вал нерухомим. Енергія руху переходить у відпрацьоване тепло і розсіюється.
Дискові гальма з гідравлічним приводом є найвживанішим різновидом автомобільних дискових, але принцип дії дискового гальма спільний майже у всіх його застосувань.

## Історія

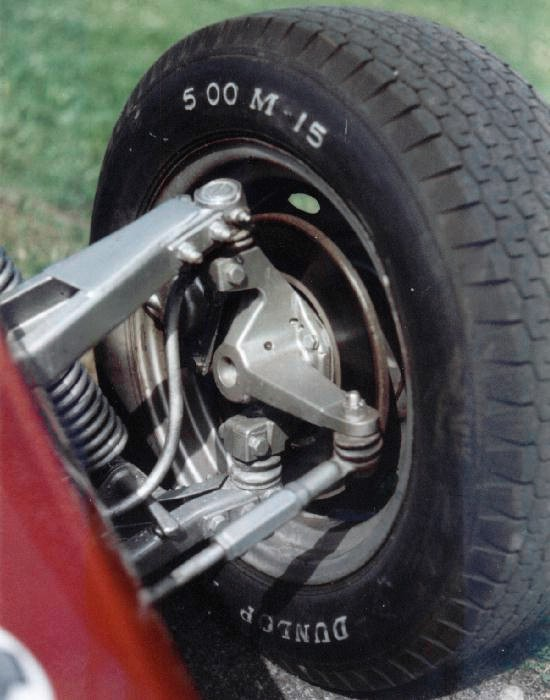
На сучасних автомобілях дискові гальма часто встановлюються всередині коліс.

Дискове гальмо з'явилося в 1890-х роках в Англії. Перше автомобільне дискове гальмо із супортами запатентоване Ф. Ланчестером на його Бірмінгемському заводі і успішно застосовувалося на автомобілях «Ланчестер». Проте, обмежений вибір металів того часу привів до того, що він мусив використовувати мідь у місцях зчеплення колодок з диском. Поганий стан тодішніх доріг, нерівне і покрите пилом дорожнє полотно швидко зношували мідні елементи, роблячи цю систему непрактичною.
У 1921 році мотоциклетна компанія Douglas стала встановлювати свій варіант дискового гальма на переднє колесо своїх верхньоклапанних спортивних моделей. Патентувавши свою конструкцію у British Motorcycle & Cycle-Car Research Association, компанія описувала її як «новинне клинове гальмо», що працює на «скошеному фланці маточини», а в дію воно приводилося боуден-тросом. Передні і задні гальма цього типу були встановлені на машині, на якій Том Шерд переміг на мотоциклетних перегонах Senior TT 1923 року.
Перед Другою Світовою війною починається успішне використовування дискових гальм на аеродинамічних пасажирських поїздах, а також на колісах літаків і танків. На початок 1950-х дискові гальма були звичайними на новому рухомому складі американських залізниць. У Британії компанія «Даймлер» використовувала дискові гальма на броньовику 1939 року: застосування цих гальм, вироблених фірмою «Girling» було особливо необхідним з причини того, що в повноприводному автомобілі прикінцева епіциклічна передача розташовувалася в маточинах, де не було простору для традиційних у той час барабанних гальм.
Масове виробництво сучасних автомобільних дискових гальм почалося в 1955 році, на автомобілі Citroën DS, що мав, у числі інших нововпроваджень, і передні дискові гальма супортового типу. Диски були поміщені всередині кузова біля трансмісії, у приводилися в дію центральною гідравлічною системою автомобіля. Протягом понад 20 років було продано 1,5 млн екземплярів, з тією ж самою гальмовою схемою.
Наступним автомобілем з дисковими гальмами був Jensen 541, випущений 1956 року. Тоді ж починається і виробництво Triumph TR3 з передніми гальмами «Girling».
Найбільш вживаними дискові гальма були на спортивних автомобілях, оскільки ті потребують особливої уваги до гальмової системи. Зараз вони є найзвичайнішим типом гальм на легкових автомобілях, хоча деякі (зокрема невеликої ваги) використовують барабанні гальма на задніх колесах, з метою уникнути збільшення ваги і вартості, а також для спрощення схеми стоянкового гальма. Оскільки основні гальмівні зусилля докладаються до передніх коліс, це може бути розумним компромісом.
Ранні дискові гальма встановлювалися всередині кузова біля диференціала, більшість же сучасних встановлюються всередині коліс. Первісно гальмові диски вироблялися переважно в Європі і Америці, у 1989—2005 роках спостерігається переміщення їх основного виробництва в Китай.

## Будова

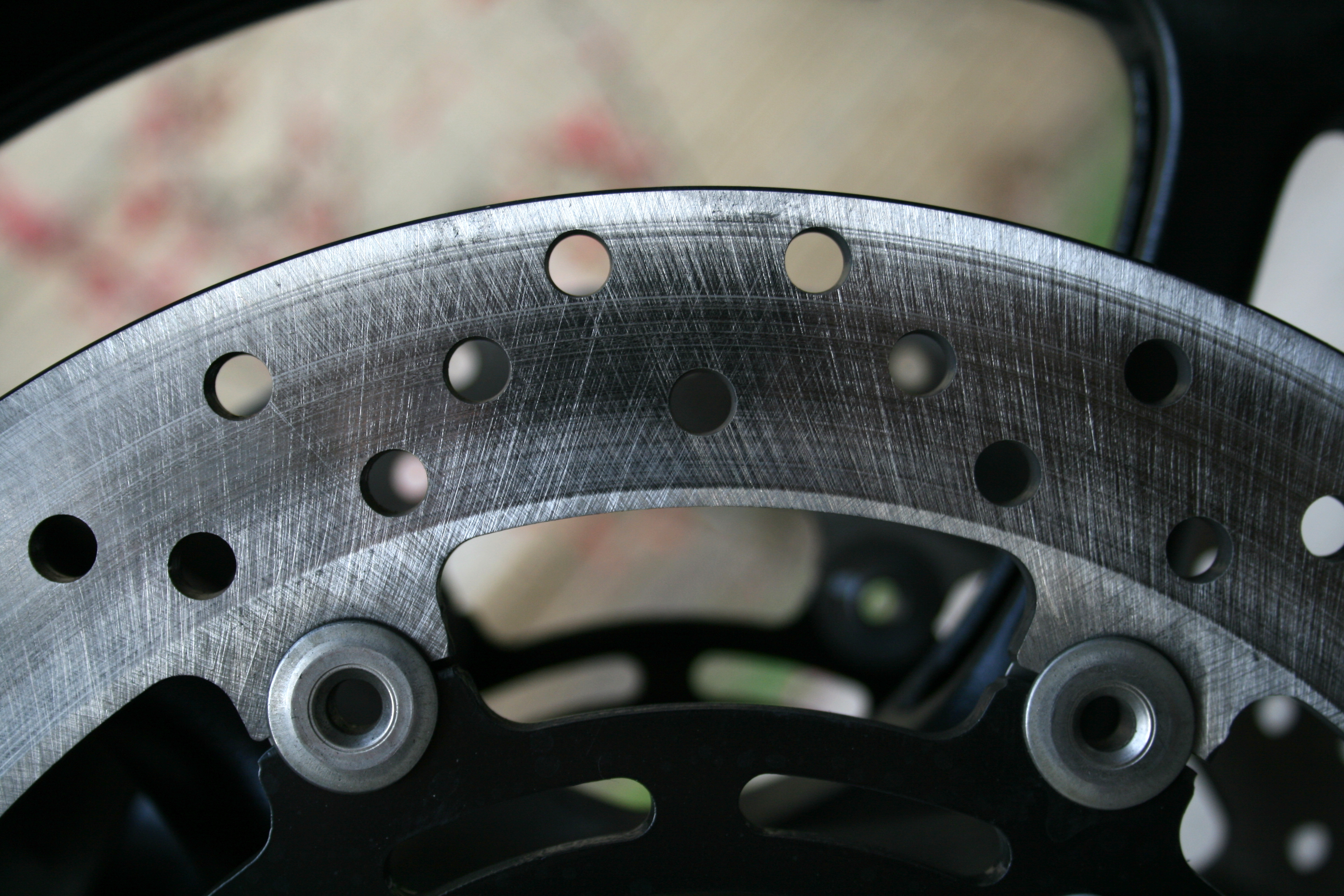
Перфорований гальмовий диск мотоцикла Yamaha FZ6

### Диск
Гальмовий диск (ротор) — обертова частина дискового гальма, до нього прикладаються гальмові колодки. Звичайним матеріалом для його виготовлення є сірий чавун. Схема дисків може дещо різнитися: деякі можуть бути простими суцільними, тоді як інші складатися з двох окремих дисків з ребрами, виступами на місцях їхнього з'єднання (зазвичай відлитими разом з дисками). Така конструкція покращує охолодження дисків і часто використовується на передніх гальмах, що зазнають найбільших навантажень.
Гальмові диски мотоциклів, ведосипедів та багатьох автомобілів часто мають отвори чи наскрізні прорізи: для кращого охолодження, збризкування води з поверхні, зменшення шуму та ваги, чи просто як декоративний елемент.

### Супорти

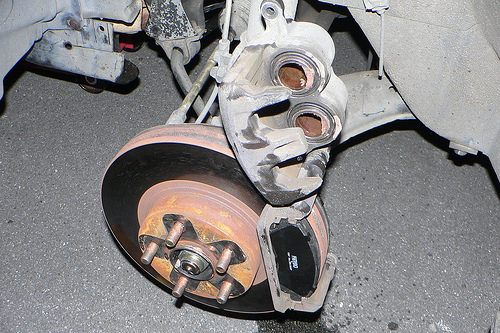
Плаваючий двопоршневий супорт, відкинутий від своєї опори для заміни колодок

Супорт — вузол, де змонтовано колодки і поршні гідравлічного привода. Поршні зазвичай виготовляються з пластику, алюмінію, хромованої сталі.
Супорти можуть бути двох типів: плаваючі і нерухомі. Нерухомий супорт не може рухатися відносно диска, внаслідок чого більш чутливий до його ґанджів. Він використовує 1-2 пари протилежних поршнів, щоб притискувати колодки з обох боків диска, складніший і дорожчий, ніж плаваючий супорт.

### Колодки
Гальмові колодки притискуються супортами до диска і завдяки тертю перетворюють кінетичну енергію в теплову. Дві колодки розміщаються в супорті, а їхні тертьові поверхні повернуті до диска. Залежно від типу верхнього шару розрізняють адгезивні і абразивні колодки.